# Silvia Sperl
Silvia Sperl (* 2. Oktober 1991 in Siegen) ist eine deutsche Volleyballspielerin.

## Karriere
Sperl begann ihre Karriere in ihrer Heimatstadt beim TV Jahn Siegen. Bis 2007 spielte sie beim westfälischen Verbandsligisten TV Salchendorf. Als der Verein den Aufstieg in die Oberliga geschafft hatte, wechselte die Außenangreiferin zu den Iserlohn Panthers, die gerade in die zweite Liga aufgestiegen waren. 2009 reichte ihr das Niveau nicht mehr, und die Tochter eines Musikers fand eine neue Herausforderung beim Nachwuchsteam VC Olympia Dresden. Später erhielt sie ein Doppelspielrecht und trainierte mit der Bundesliga-Mannschaft des Dresdner SC. 2010 gewann sie die deutsche U20-Meisterschaft. Außerdem spielte sie in der Junioren-Nationalmannschaft. Ab 2011 gehörte sie fest zum Kader des Erstligisten. 2012 wechselte sie zum VfB 91 Suhl und 2013 zu den Roten Raben Vilsbiburg. Mit Vilsbiburg spielte Sperl im CEV-Pokal. Sie gewann 2014 den DVV-Pokal und wurde mit dem Verein außerdem deutsche Vizemeisterin. Nach diesen Erfolgen verließ Sperl Vilsbiburg, um sich um ihre berufliche Zukunft zu kümmern.